# Herb gminy Ozorków
Herb gminy Ozorków – symbol gminy Ozorków.

## Wygląd i symbolika
Herb przedstawia na tarczy dzielonej w słup na dwie równe części: zieloną i niebieską białą podkowę, na której znajdują się po trzy ufnale na każdym polu i w kolorze danego pola.